# 橋本祥路
橋本 祥路（はしもと しょうじ、1948年1月13日 - ）は、日本の作曲家。秋田県出身。秋田県立大館鳳鳴高等学校卒。

## 人物
平吉毅州や松井孝夫などと並んで中学生の歌う合唱曲によく選ばれる作曲家である。代表作は『夢の世界を』、『遠い日の歌』、『時の旅人』など。また、『怪獣のバラード』『あの素晴しい愛をもう一度』など多くの曲を中学合唱用に編曲している。教科書会社、教育芸術社の専属作曲家であり、また同社役員も兼ねており、作曲家の顔と、教育芸術社の企業人の顔を持つ。姪にエッセイストの結城世羅がいる。

## 略歴
市川都志春に作曲、塚田誠にピアノを学び、1967年から本格的な作曲活動を始めた。当初は出版社で編集の仕事をしながら作曲活動をしていた。それまでの合唱曲集はクラシックの歌曲が多かったが、当時合唱曲集の編集をしていた橋本は、「皆が歌えて、楽しめる合唱曲集」を編集テーマに設定し、そのテーマに基づきフォークソングの『翼をください』を合唱曲用に編曲して収録した

## 作詞
橋本は花岡恵（はなおかめぐみ）というペンネームで作詞も行っている。「歌よありがとう」や「光に向かって」、「ゴーゴーゴー」など、花岡恵として書いた詩に自ら曲をつけたものもある。

## 主な作品

### 作曲
- 明日という大空
- 思い出のメロディー
- 遠い日の歌
- 夢の世界を
- 時の旅人
- カリブ夢の旅
- ひろい世界へ
- 風を切って
- ゴーゴーゴー
- 光に向かって
- 歌よありがとう
- 心には素晴らしい翼がある
- 夢色の風に
- 空（同声合唱組曲「空・森・海」）
- 森（同声合唱組曲「空・森・海」）
- 海（同声合唱組曲「空・森・海」）
- 友よあなただけは（合唱組曲「いのち四章」）
- 走れ若きランナー
- ひそやかな はじまり
- 旅立ちの時に
- 翼を抱いて
- 心の中にきらめいて
- 風のめぐるとき
- みんなひとつの生命だから
- ブラックパンサー
- 満月の不思議ポロロッカ
- 雪の日に
- 旅立ちの今たしかめあって
- 教えてほしい
- 山里の夜の雪
- 花の歌を歌ったら
- 海は宇宙 島は星
- 草原で
- 友情の道
- 夜汽車
- 今
- 虹色の鐘
- 青春の1ページ
- グリーン　ブルー
- よみがえれ 湖
- 時の流れの中で
- 草原を走る
- 空には道がないのに
- やさしさを信じて
- 届けあえたら
- 七色の鐘
- 緑(中学生のための合唱組曲｢地球｣から)
- 心の花
- 歌え歌え!!
- 海に雪が降っている
- 生きる(｢清水凡平の詩による混声合唱｣から)
- 花(｢清水凡平の詩による混声合唱｣から)
- 草笛(｢清水凡平の詩による混声合唱｣から)
- 春(｢清水凡平の詩による混声合唱｣から)
- 北の岬にて(｢清水凡平の詩による混声合唱｣から)
- 天の弦
- Pacific Ocean(合唱組曲｢心の歌｣から)
- ポッブコーンルンバ
- 海とおひさま
- 星よ
- 川の怒り
- わたしはそよ風
- しまうま めいろ
- こばんざめのジョジョ
- 岩清水
- ほたる
- ぼくらの歌は
- 友だちシンドバッド
- ホウセンカを植えました
- 今日どこかで
- 歌の仲間
- 飛ベペガサス
- TRYトライ
- レインレイン
- ぼくらの街角　曲がっていこう
- 空には道がないのに
- まだ遠い春
- 夢のつづきは
- 夕日よ さようなら
- 時の流れの中で
- 忘れないで
- なかまでハーモニー
- ラララ ハーモニー
- 小さなルネサンス
- あの高さまで
- 私のたからもの
- みんなとともに
- 一輪の赤い花
- 三種町町民歌 〜輝く未来へ〜（秋田県三種町）
- ふるさとの歌～悠久の風にのせて～（秋田県東成瀬村）

- 秋田県立大館国際情報学院中学校・高等学校校歌
- 秋田県立大館桂桜高等学校校歌
- 春日部市立大増中学校校歌
- 神石高原町立三和中学校校歌（蒼き魂の歌）
- さいたま市立大宮八幡中学校校歌
- さいたま市立美園南中学校校歌[1]
- 江津市立桜江小学校校歌
- 所沢市立中央小学校校歌
- 豊島区立明豊中学校校歌
- 静岡市立番町小学校校歌
- 一関市立一関東中学校校歌
- みよし市立緑丘小学校校歌
- 福島市立飯野小学校校歌
- 思い出を胸に（小牧市北里中学校オリジナル曲）
- 大仙市立神岡小学校校歌
- 横手市立横手北小学校校歌
- 秋田市立飯島中学校校歌
- 長南町立長南小学校校歌
- 茂原市立茂原小学校140周年記念歌
- 大津市立南郷中学校校歌
- 藤里町立義務教育学校藤里学園校歌
- 八王子市立いずみの森義務教育学校校歌
- Three songs（北海道教育大学附属函館中学校）
- 南伊勢町立南勢中学校校歌
- 滋賀短期大学附属高等学校校歌

### 編曲
- 怪獣のバラード
- あの素晴しい愛をもう一度
- Tomorrow
- 自由への讃歌
- BELIEVE
- コンドルは飛んで行く

### 補作
- 吉川市立吉川中学校校歌